# کلود (مدل زبانی)
کلود (به انگلیسی: Claude) خانواده ای از مدل‌های زبانی بزرگ است که توسط آنتروپیک توسعه یافته است. اولین مدل در مارس ۲۰۲۳ منتشر شد و نسخه سوم که در مارس ۲۰۲۴ منتشر شد، می‌تواند تصاویر را تجزیه و تحلیل کند.
نام این مدل به افتخار کلود شانون، یکی از پدرخوانده‌های هوش مصنوعی نامگذاری شد.
مدل‌های کلود ترنسفورمر تولیدگر از پیش آموزش‌دیده هستند. آنها از قبل آموزش دیده‌اند تا کلمه بعدی را در حجم زیادی از متن پیش‌بینی کنند. سپس با هوش مصنوعی Constitutional تنظیم شده‌اند تا مدل را مفید، صادقانه و بی‌ضرر کنند.